# 신등고등학교
신등고등학교(新等高等學校)는 대한민국 경상남도 산청군 신등면 양전리에 있는 공립 고등학교이다.

## 학교 연혁
- 1948년 7월 27일 : 신등배양고등공민학교 설립
- 1953년 3월 26일 : 신등중학교 인가 및 개교
- 1967년 10월 5일 : 신등농업고등학교 3학급 인가
- 1973년 1월 9일 : 신등고등학교로 교명 변경(인문)
- 1993년 3월 1일 : 학칙 변경 3학급 인가
- 1999년 9월 1일 : 신등중·고등학교 통합운영
- 2019년 9월 1일 : 제30대 안상철 교장 부임
- 2023년 2월 10일 : 신등중학교 제70회 졸업(5명) 졸업생 누계 6,316명
- 2023년 2월 10일 : 신등고등학교 제53회 졸업(7명) 졸업생 누계 2,297명
- 2023년 3월 2일 : 신등중학교 입학(5명)
- 2023년 3월 2일 : 신등고등학교 입학(5명)

## 참고 자료
- 신등고등학교 - 한국교육학술정보원 학교알리미